# Lord-Howe-Inselgruppe
Die Lord-Howe-Inselgruppe (engl.: Lord Howe Island Group) ist eine australische, etwa 630 Kilometer vor der Ostküste des australischen Bundesstaates New South Wales gelegene Inselgruppe in der Tasmansee, einem Nebenmeer des Pazifischen Ozeans.

## Geographie
Zur Inselgruppe zählen insbesondere:
- die Lord-Howe-Insel, die größte, namensgebende und heute einzig bewohnte Insel der Gruppe,
- die markante Felseninsel Ball’s Pyramid, etwa 20 Kilometer südöstlich der Hauptinsel,
- die Admiralty-Inseln nordöstlich der Hauptinsel,
- Mutton Bird Island zwei Kilometer östlich der Lord-Howe-Insel,
- Gower Island unmittelbar vor der Südspitze der Hauptinsel,
- Blackburn Island in der Lagune der Lord-Howe-Insel
- sowie einige sehr kleine Koralleninseln und einzeln stehende Felsen.

## Geschichte
Die Inseln wurden per Zufall am 17. Februar 1788 von dem britischen Seefahrer Henry Lidgbird Ball (1756–1818), Kommandant des Segelschiffs H.M.S Supply, auf seiner Überfahrt von Sydney zur Norfolkinsel entdeckt. Die damals noch unbewohnte Inselgruppe taufte Ball nach dem britischen Flottenadmiral Richard Howe (1726–1799), damals als „Lord Howe“ bekannt.
Nach dem Entdecker der Inseln ist die Felseninsel Ball’s Pyramid  sowie einer der beiden Vulkankegel (Mount Lidgbird) auf der Hauptinsel benannt.

## Naturschutz
1982 setzte die UNESCO die Inselgruppe unter der Bezeichnung Lord Howe Island Group (Referenznummer 186) auf die Liste des Welterbes. Das Meer rund um die Inseln wird daneben durch das am 26. Februar 1999 eingerichtete Meeresschutzgebiet Lord Howe Island Marine Park (480 Quadratkilometer) gesondert geschützt.